# Johann Ludwig Giesel
Johann Ludwig Giesel (auch Johann Ludwig Gysel oder Johann Ludwig Geisel, * 9. Juni 1747 in Dresden; † 4. März 1814 ebenda) war ein deutscher Maler. Er war der Bruder des Architekten Johann August Giesel.

## Leben und Werk
Johann Ludwig Giesel absolvierte eine Lehre beim Dresdener Hoftheatermaler Johann Benjamin Müller und war gleichzeitig Schüler Charles Hutins an der Dresdener Kunstakademie.
Johann Ludwig Giesel unternahm eine Studienreise nach Holland. Nach Rückkehr von dieser Reise wandte er sich der Landschaftsmalerei zu. Seit 1769 war Giesel mit seinen Landschaftsmalereien und seine Genreszenen auf den jährlichen Akademieausstellungen in Dresden präsent. Seit 1780 arbeitete er auch als Theater- und Freskomaler. Er entwarf für das Freundliche Theater in Dresden einen Vorhang. 1780 schmückte er die Konzertsäle im Basemannschen Haus aus. 1787 ging er auf einen Ruf hin als Theatermaler nach Warschau. Er schuf zahlreiche Wandmalereien, Gemälde und Veduten. Er wurde zum polnischen Hofmaler ernannt. 1794 kehrte er in Folge der politischen Unruhen in Polen nach Dresden zurück.